# 내재된 결단 작전
내재된 결단 작전은 대 IS 군사 개입에서 미국의 군사 작전에 대한 이름으로 이라크 내전과 시리아 내전에서 미국군이 수행하고 있는 모든 전투를 총칭하기도 한다. 이 작전은 이라크에서는 2014년 6월 15일, 시리아에서는 2014년 9월 22일부터 시작되었으며 주요 목표는 시리아와 이라크에 있는 ISIL의 제거이다.
국제연합군의 다른 국가와, 그리고 미국의 이전 전투 작전과는 다르게 미국 정부는 이슬람 국가 격퇴 작전에 2014년 초기까지 아무런 이름도 부여하지 않았다. 분쟁에 아무런 이름을 붙이지 않은 결정은 상당한 여론 비판을 불러 일으켰다. 미국 병역 요원들은 이라크에서의 미국의 지속적인 개입에 대한 계속되는 애매모호한 천성 때문에 전역 메달이나 다른 병역 훈장을 가질 권한이 없게 되었다. 2014년 10월 15일 미국 중앙 사령부는 미국 중심의 이슬람 국가에 대한 이라크와 시리아에서의 공중전을 "내재된 결단 작전"(Operation Inherent Resolve)이라고 명명했다.
CENTOM의 새로운 뉴스를 보면:
"미국 중부군사령부(CENTOM)에 따르면, "내재된 결단"이라는 이름은 전지구적으로 미국과 그 지역의 파트너 국가의 확고한 해결과 깊은 임무 수행 및 테러단체 이슬람 국가와 그들이 이라크와 주변 지역 그리고 더 넓게는 전 국제사회에 가하는 위협을 제거하는 것을 반영하는 의도를 가지고 있다. 그것은 또한 이슬람 국가를 궁극적으로 좌절시키고 파괴시키기 위해 그 지역의 우리의 친구들과 가까이에서 일하며 정치적으로, 비공식적으로, 군사적으로, 그리고 경제적으로 국가적 역량의 필요성을 가능한 모든 면에서 적용하는 연합군의 의지와 헌신을 상징화한다."
미국 국방부는 2014년 10월 말에 6월 15일 이후부터 내재된 결단 작전을 지원하는 훈련을 받는 군대가 테러와의 전쟁 원정 메달을 받을 자격이 있다고 선언했다. 바레인, 키프로스, 이집트, 이란, 이스라엘, 요르단, 쿠웨이트, 레바논, 사우디아라비아, 시리아, 카타르, 터키, 그리고 아랍에미리트를 비롯하여 페르시아만과 홍해, 동경 25도의 지중해 지역에서 지원 임무를 수행하고 있는 모든 지원군은 이 메달을 받을 수 있게 되었다. 2014년 12월 4일까지, 3명의 미국 임무 요원들이 사고나 부상으로 사망했다.

## 같이 보기
- 연합 합동 특수 임무 부대- 내재된 결단 작전
- 셰이더 작전
- 샤말 작전
- 임팩트 작전
- 오크라 작전